# Buco

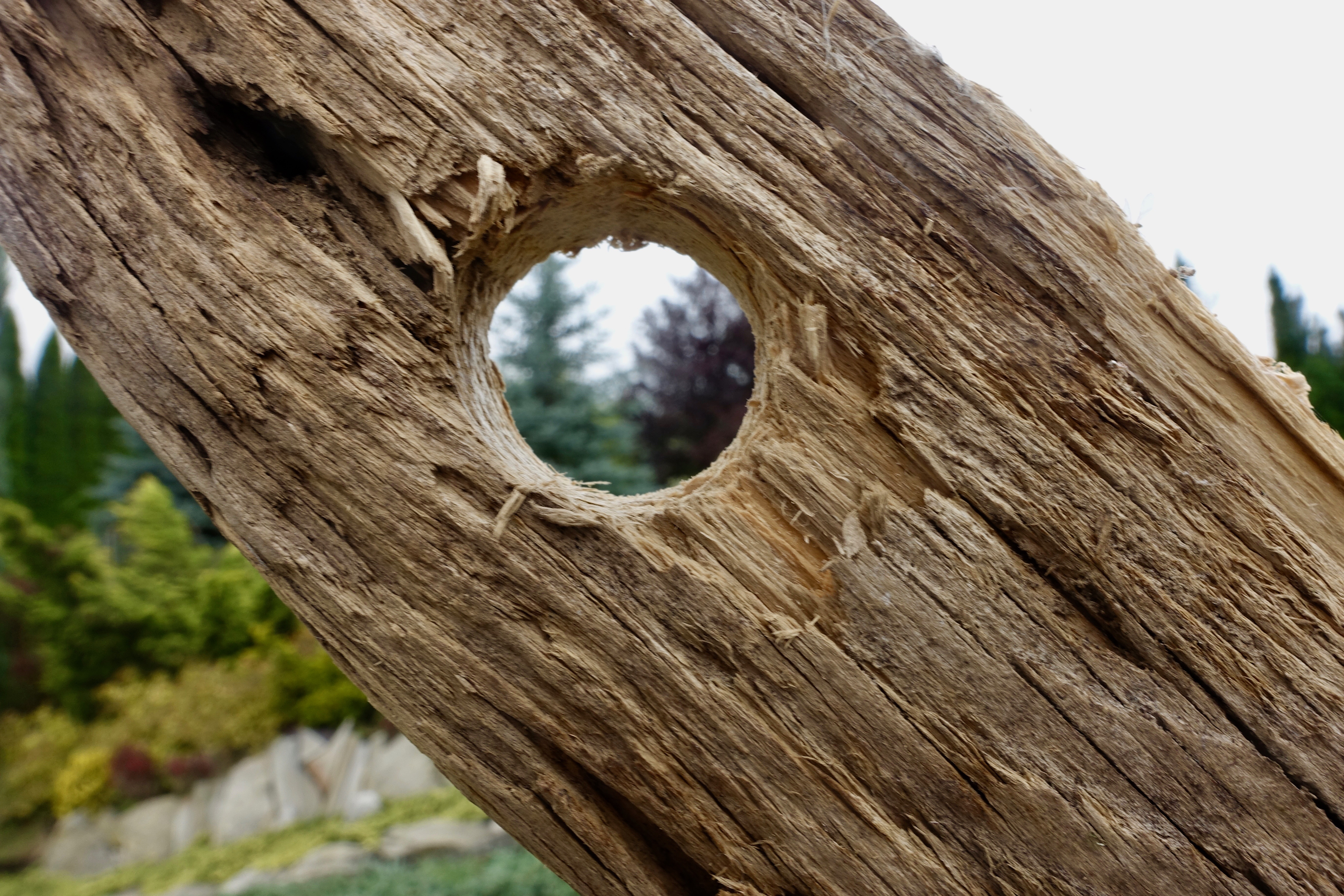
Un buco attraverso un albero.

Un buco o fóro può essere definito come un'apertura in o attraverso un particolare mezzo, di solito un corpo solido. In italiano la parola fóro (pronunciata con la o chiusa) è un sinonimo, meno popolare, di buco, e si usa in particolare per indicare un buco fatto in modo accurato, o che abbia una certa ampiezza e regolarità di contorni.
In questa voce i due termini saranno quindi utilizzati in modo intercambiabile, fatti salvi i casi di locuzioni speciali in cui si usa normalmente solo uno dei due (ad es. "foro passante" o "buco nero"). 

## Descrizione e tipologia

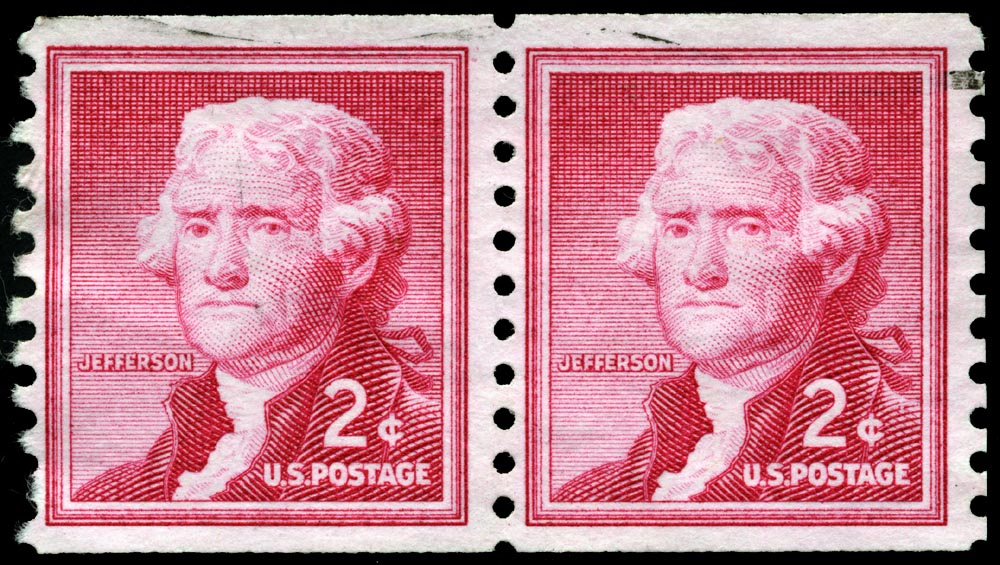
Fori di perforazione tra una coppia di francobolli da una bobina di esemplari.

I buchi si producono attraverso processi naturali e artificiali, e possono essere utili per vari scopi, o possono rappresentare un problema da affrontare in molti campi dell'ingegneria. A seconda del materiale e del posizionamento, un foro può essere una rientranza in una superficie (come un buco nel terreno), o può attraversare completamente quella superficie (come un buco creato da una perforatrice in un pezzo di carta). In ingegneria, un foro può essere cieco o passante se penetra parzialmente o completamente nel corpo.
I buchi possono prodursi per una serie di motivi, inclusi processi naturali e azioni volontarie da parte di esseri umani o animali. I buchi nel terreno che sono fatti intenzionalmente, come i fori realizzati durante la ricerca di cibo, per ripiantare gli alberi o le buche fatte per fissare un oggetto, sono solitamente realizzati attraverso il processo di scavo. I buchi involontari in un oggetto sono spesso un segno di danneggiamento. Buche e doline possono danneggiare gli insediamenti umani.
I buchi possono prodursi in un'ampia varietà di materiali e in un'ampia gamma di scale. I più piccoli fori osservabili dall'uomo includono i fori di spillo e le perforazioni, ma il fenomeno più piccolo descritto come un buco è un buco elettronico o lacuna elettronica, che è una posizione in un atomo o reticolo atomico in cui manca un elettrone. Il più grande fenomeno descritto come un buco è invece un buco nero supermassiccio, un oggetto astronomico che può essere miliardi di volte più massiccio del sole della Terra.

### Significati matematici e scientifici

#### Buchi in matematica

In topologia geometrica, la ciambella e la tazza di caffè sono considerate ricadenti nello stesso "genere" perché ciascuna ha un solo buco.

In matematica, i buchi vengono esaminati in diversi modi. Uno di questi è in omologia, che è un modo generale di associare certi oggetti algebrici ad altri oggetti matematici come gli spazi topologici. I gruppi di omologia erano originariamente definiti in topologia algebrica e l'omologia era in origine un rigoroso metodo matematico per definire e classificare i buchi in un oggetto matematico chiamato varietà. La motivazione iniziale per definire i gruppi di omologia era l'osservazione che due forme possono essere distinte esaminando i loro buchi. Ad esempio, un cerchio non è un disco perché il cerchio ha un buco attraverso di esso mentre il disco è solido, e la sfera ordinaria non è un cerchio perché la sfera racchiude un buco bidimensionale mentre il cerchio racchiude un buco unidimensionale. Tuttavia, poiché un buco "non c'è", non è immediatamente ovvio come definire un buco o come distinguere i diversi tipi di buco.
Nella topologia geometrica, tuttavia, i fori sono determinati in modo diverso. In questo campo, il genere di una superficie orientabile connessa è un numero intero che rappresenta il numero massimo di tagli lungo curve semplici chiuse non intersecanti senza rendere disconnessa la varietà risultante. In parole povere, è il numero di "buchi" che un oggetto ha ("buchi" interpretati nel senso di buchi di una ciambella; una sfera vuota sarebbe considerata priva di buchi in questo senso). Una ciambella, o toro, ha 1 foro del genere. Una sfera ne ha 0.

#### Buchi in fisica
In fisica, l'antimateria è pervasivamente descritta come un buco, un luogo che, quando è unito alla materia ordinaria per riempire il buco, fa sì che sia il buco che la materia si annullino a vicenda. Questo è analogo a rattoppare una buca con l'asfalto o riempire una bolla sotto la superficie dell'acqua con una quantità uguale di acqua per cancellarla. L'esempio più diretto è il buco elettronico; una descrizione teorica abbastanza generale è fornita dal mare di Dirac, che tratta i positroni (o le antiparticelle in generale) come buchi. I buchi forniscono una delle due forme primarie di conduzione in un semiconduttore, cioè il materiale di cui sono fatti i transistor; senza buchi, la corrente non può fluire e i transistor si accendono e si spengono attivando o disattivando la creazione di buchi.

#### Buchi in biologia
I corpi degli animali tendono a contenere fori specializzati che servono a varie funzioni biologiche, come l'assunzione di ossigeno o cibo, l'escrezione dei rifiuti e l'assunzione o l'espulsione di altri fluidi a scopo riproduttivo. In alcuni animali semplici, tuttavia, esiste un unico foro che serve a tutti questi scopi. La formazione di buchi è un evento significativo nello sviluppo di un animale:

### Significati ingegneristici

#### Fori ciechi e fori passanti

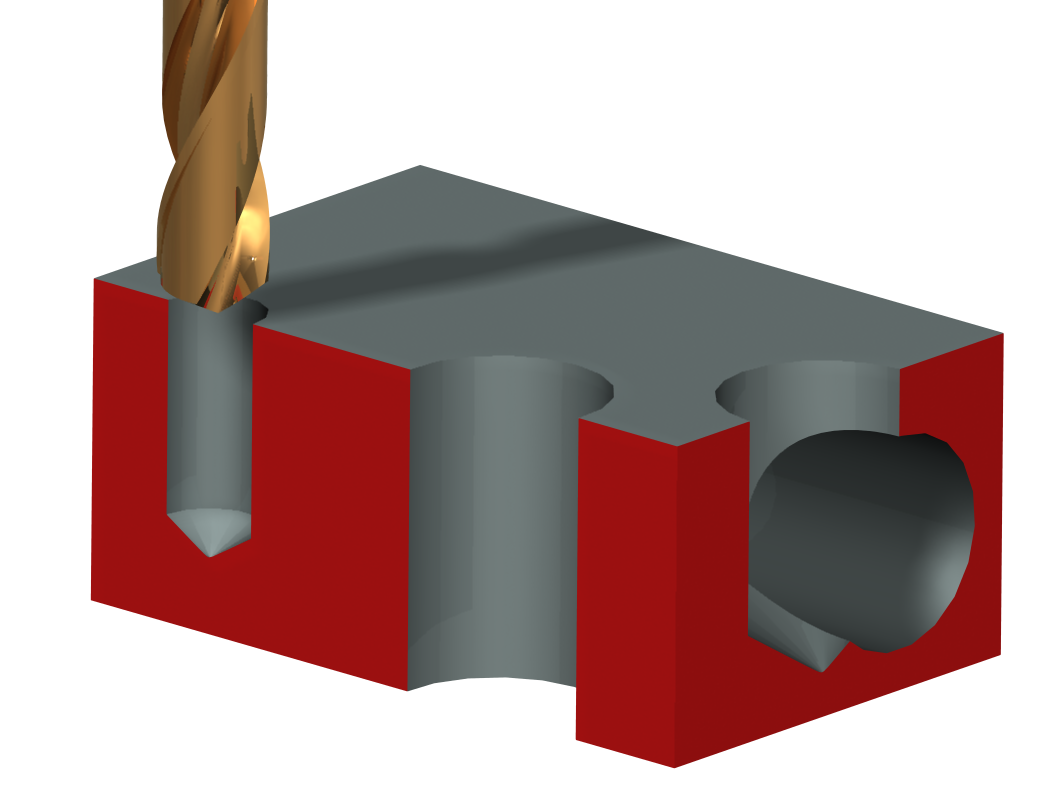
Tipi di fori: cieco (sinistra), passante (centro), interrotto (destra).

In ingegneria, nella lavorazione a macchina e nelle macchine utensili, un foro può essere un foro cieco o un foro passante (detto anche foro aperto). Un foro cieco è un foro che viene alesato, trapanato o fresato a una profondità specificata senza sfondare l'altro lato del pezzo. Un foro passante è un foro che è fatto per attraversare completamente il materiale di un oggetto. In altre parole, un foro passante è un buco che passa tutto quanto attraverso qualcosa. I maschi usati per i fori passanti sono generalmente rastremati in quanto maschieranno più velocemente e i trucioli saranno scaricati quando il maschio esce dal foro.
Il nome del foro cieco deriva dal fatto che non è possibile vedere attraverso di esso. Può anche riferirsi a qualsiasi caratteristica che viene portata a una profondità specifica, più specificamente riferendosi al foro filettato internamente (fori maschiati). Non considerando il punto di foratura, la profondità del foro cieco, convenzionalmente, potrebbe essere leggermente più profonda di quella della parte filettata.
Esistono tre metodi accettati per la filettatura dei fori ciechi:
1. maschiatura convenzionale, in particolare con maschiatori a imbocco corto;
2. filettatura a punta singola, in cui il pezzo viene ruotato e un utensile da taglio appuntito viene inserito nel pezzo con la stessa velocità del passo della filettatura interna. Usare una punta singola all'interno di un foro cieco, come alesare al suo interno, è intrinsecamente più impegnativo che farlo in un foro passante. Ciò era particolarmente vero nell'era in cui la lavorazione meccanica manuale era l'unico metodo di controllo. Oggi, il controllo numerico mediante calcolatore (CNC) rende queste attività meno stressanti, ma comunque ancora più difficili rispetto ai fori passanti;
3. interpolazione elicoidale, in cui il pezzo da lavorare rimane fermo e il CNC sposta una [[Fresatrice|fresa]] nel percorso elicoidale corretto per una data filettatura, che viene fresata sul pezzo.

Almeno due fabbricanti di utensili statunitensi hanno fabbricato utensili per la fresatura di filettature in fori ciechi: la Ingersoll Cutting Tools di Rockford, Illinois, e la Tooling Systems di Houston, Texas, che introdusse la fresa per filettare (thread mill) nel 1977, un dispositivo che fresava grandi filettature interne nei fori ciechi dei dispositivi antieruzione dei pozzi di petrolio. Oggi molte fresatrici CNC possono eseguire un tale ciclo di fresatura della filettatura (vedere un video di tale taglio nella sezione "Collegamenti esterni").
Un uso di fori passanti nell'elettronica è nella tecnologia a foro passante, uno schema di montaggio che prevede l'uso di piedini sui componenti che vengono inseriti nei fori praticati nei circuiti stampati (printed circuit boards, PCB) e saldati ai tamponi sul lato opposto mediante assemblaggio manuale (posizionamento a mano) o mediante l'uso di macchine di montaggio per l'inserimento automatico.

#### Fori di spillo
Un foro di spillo è un piccolo buco, solitamente realizzato premendo un oggetto sottile e appuntito come uno spillo attraverso un materiale facilmente penetrabile come un tessuto o uno strato di metallo molto sottile. Fori simili realizzati con altri mezzi sono spesso chiamati anch'essi fori di spillo. I fori di spillo possono essere fatti intenzionalmente per vari motivi. Ad esempio, in ottica i fori di spillo, chiamati propriamente fori stenopeici (termine composto del greco stenós e opaîos, "stretto foro") sono usati come aperture per selezionare determinati raggi di luce. Questo viene utilizzato nelle fotocamere stenopeiche per formare un'immagine senza l'uso di una lente. I fori di spillo sull'imballaggio dei prodotti sono stati utilizzati per controllare l'atmosfera e l'umidità relativa all'interno dell'imballaggio.
In molti campi, tuttavia, i fori di spillo sono un effetto collaterale dannoso e indesiderato dei processi di produzione. Ad esempio, nell'assemblaggio di microcircuiti, i fori di spillo nello strato isolante dielettrico che riveste il circuito possono causare il guasto del circuito stesso. Pertanto, "[per] evitare fori di spillo che potrebbero sporgere attraverso l'intero spessore dello strato dielettrico, è una pratica comune schermare diversi strati di dielettrico con asciugatura e cottura dopo ogni schermatura", impedendo così che i fori di spillo diventino continui.

## Psicologia dei buchi

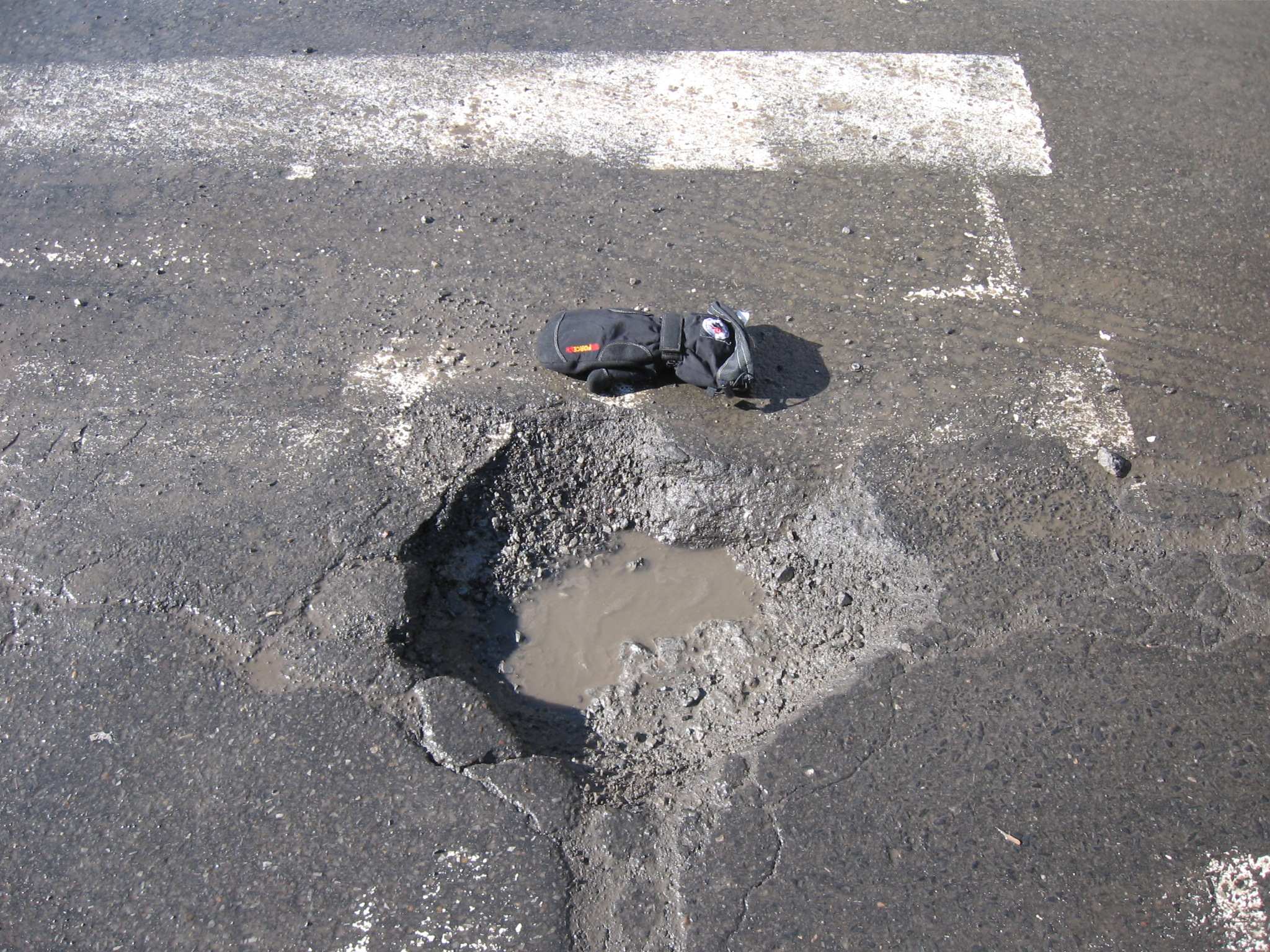
Buche poco profonde in un manto stradale.

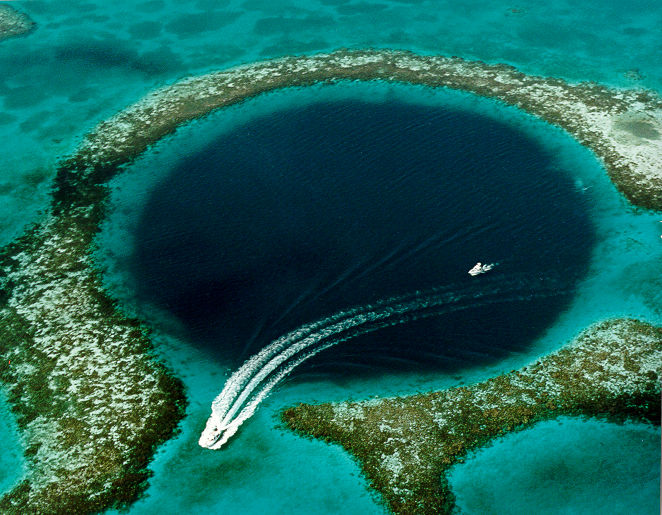
The Great Blue Hole (letteralmente "Il Grande Buco Blu") vicino ad Ambergris Caye, Belize, è una dolina sottomarina.

È stato notato che i buchi occupano una posizione insolita nella psicologia umana, poiché le persone tendono a riferirsi ad essi come oggetti tangibili e numerabili, quando in realtà sono l'assenza di qualcosa in un altro oggetto. Un esempio di questo ragionamento si può trovare nel verso dei Beatles della canzone A Day in the Life, dal loro album del 1967 Sgt. Pepper's Lonely Hearts Club Band:
Quattromila buchi a Blackburn Lancashire.
 
E anche se i buchi erano piuttosto piccoli,
 
Dovevano contarli tutti,
 
Ora sanno quanti buchi ci vogliono per riempire l'Albert Hall.»
Il riferimento a 4.000 buchi fu scritto da John Lennon e ispirato a una breve notizia di Far & Near tratta dalla stessa edizione del Daily Mail del 17 gennaio, che aveva fornito ispirazione anche per i precedenti versi della canzone. Sotto il titolo "Le buche nelle nostre strade", il riassunto affermava: "Ci sono 4.000 buche nella strada di Blackburn, Lancashire, o un ventiseiesimo di buca a persona, secondo un'indagine comunale. Se Blackburn è tipica, ci sono due milioni di buche nelle strade della Gran Bretagna e 300.000 a Londra". I buchi sono stati anche descritti come "ontologicamente parassiti" perché possono esistere solo come aspetti di un altro oggetto. Il concetto psicologico di un buco come oggetto fisico è portato al suo estremo logico nel concetto fittizio di un buco portatile, esemplificato nei giochi di ruolo e caratterizzato come un "buco" che una persona può portare con sé, tenerci le cose dentro ed entrarci quando necessario.
Alcune persone hanno un'avversione alla vista di schemi irregolari o di gruppi di piccoli fori, una condizione chiamata tripofobia. I ricercatori ipotizzano che questo sia il risultato di una repulsione biologica che associa forme tripofiche a pericolo o malattia e può quindi avere una base evolutiva.

## Metafore
La parola "buco" ha molti significati, in italiano come in altre lingue; di seguito, a titolo esemplificativo e senza pretesa di esaustività, se ne segnalano alcuni tra i più comuni. Oltre al significato estensivo di "luogo piccolo e angusto", "recesso", "nascondiglio", ecc., i buchi possono essere usati anche metaforicamente come esistenti in cose non tangibili, a indicare lacune o mancanze. Ad esempio, di una persona che fornisce un resoconto di un evento che manca di dettagli importanti si può dire che ci sono buchi nella sua storia, e di un'opera di fantasia con elementi narrativi inspiegabili si può dire che ha buchi nella trama e così via. Ancora, un buco può indicare un debito o un ammanco finanziario ("L'amministratore dell'azienda ha lasciato un buco di milioni!"), oppure uno spazio libero da impegni in un determinato intervallo di tempo, ecc. ("Domani ho un buco libero nel pomeriggio: ci vediamo?"). Buco può alludere all'orifizio anale, e originare in alcuni dialetti dei modi triviali di chiamare un omosessuale (un "buco", ad esempio a Firenze, come nella nota battuta del film Il ciclone «Se tu sei buho dillo!]»). Infine, nell'uso gergale, un buco è un'iniezione di droga, specialmente eroina o morfina.